# Eric Jarneberg
Gustaf Erik (Eric) Olof Jarneberg, ursprungligen Johansson, född 14 maj 1917 i Södertälje stadsförsamling i Stockholms län, död 18 november 2009 i Täby församling i Stockholms län, var en svensk militär, militärhistoriker och hembygdsforskare.

## Militär karriär
Efter studentexamen i Stockholm 1936 tog Jarneberg officersexamen vid Vaxholms kustartilleriregemente 1939 och blev fänrik där samma år. Han befordrades till löjtnant 1941 och var lärare vid Kungliga Sjökrigsskolan 1942–1945. År 1947 befordrades han till kapten och var 1948–1951 åter lärare vid Kungliga Sjökrigsskolan. Han var chef för kustartilleridetachementet vid Ostkustens marindistrikt 1952–1957 och var under denna tid en drivande ordförande i den av överbefälhavaren tillsatta amfibiekommittén som skulle utreda behovet av rörliga förband inom skärgårdsförsvaret och som senare ledde till uppsättandet av kustjägarförband. Han var biträdande lärare i kustartilleritaktik vid Kungliga Sjökrigshögskolan 1952–1954.
Han befordrades till major 1957 och var stabschef vid Norrlands kustartilleriförsvar 1957–1959, varefter han var chefsassistent vid Operationsavdelningen i Marinstaben 1959–1962. År 1962 befordrades han till överstelöjtnant och var stabschef vid Stockholms kustartilleriförsvar 1962–1966, varefter han var stabschef vid Gotlands militärkommando 1966–1969. Han befordrades till överste 1969 och var chef för Vaxholms kustartilleriregemente 1969–1974. År 1974 befordrades han till överste av första graden och var chef för Norrlandskustens kustartilleriförsvar med Härnösands kustartilleriregemente 1974–1977.
Eric Jarneberg invaldes 1969 som ledamot av Kungliga Örlogsmannasällskapet.

## Militärhistoriker och hembygdsforskare
Jarneberg hyste ett stort försvarshistoriskt intresse och deltog aktivt i Vaxholms Fästnings Musei Vänner med artiklar och utställningsverksamhet. Under en tid var han också ledamot av Svenska militärhistoriska kommissionen.
Under sin tid som pensionär intresserade han sig för Täbys hembygdshistoria. Han var en flitig författare och föredragshållare om Täbys äldre historia och var 1981–1989 ordförande i Täby hembygdsförening. Han erhöll 1985 Täby kommuns kulturpris och samma år förlänades han Stockholms läns hembygdsförbunds förtjänstdiplom för sina insatser för att aktivera ungdomar och skolelever i hembygdsarbetet. Han var i många år ledamot av kyrkofullmäktige i Täby församling och var också kyrkvärd där 1979–1992. Jarneberg är begravd på Täby norra begravningsplats.

## Utmärkelser
- Kommendör av Svärdsorden
- Chefens för marinen stora förtjänstmedalj i guld
- Förbundet Kustjägarnas förtjänstmedalj i silver (2004)[3]